# Reuben Leon Kahn
Reuben Leon Kahn, född 26 juli 1887, död 22 juli 1979, var en litauisk-amerikansk bakteriolog.
Reuben Leon Kahn var professor i serologi vid universitetet i Michigan och föreståndare för serologiska laboratoriet vid universitetsklinikerna i Ann Arbor. Kahn, som bland annat publicerade viktiga undersökningar över vävnadsimmuniteten, blev främst känd genom den serologiska fällningsreaktion för diagnosen av syfilis, Kahns reaktion, som han utarbetade. Första publikationen om denna utgavs i juli 1923.